# Kockelscheuer
Kockelscheuer è una frazione del comune di Lussemburgo, che si trova a pochi chilometri dall'omonima città, capitale del Lussemburgo.
Qui si tiene il torneo di tennis WTA di Lussemburgo (BGL-BNP Paribas Open Luxembourg).
Vi sono un camping, un centro sportivo e uno stadio del ghiaccio, il Patinoire de Kockelscheuer.